# Heilig Kreuz (Seis am Schlern)

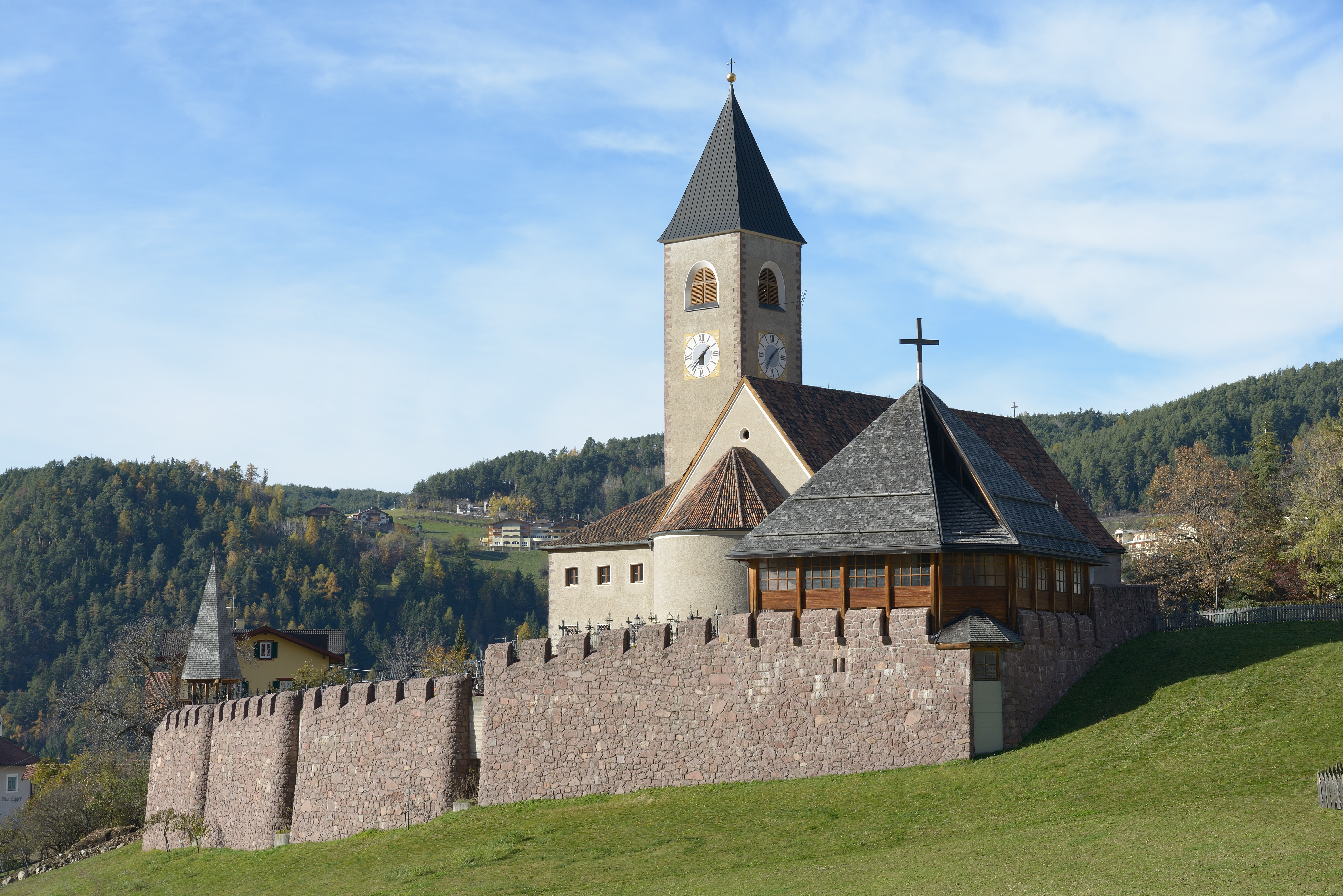
Pfarrkirche Seis

Die Kirche Heilig Kreuz ist die römisch-katholische Pfarrkirche von Seis am Schlern in Südtirol. Sie gehört zum Dekanat Klausen-Kastelruth der Diözese Bozen-Brixen. Die beiden Kirchengemeinden Seis und Kastelruth arbeiten eng zusammen und haben einen gemeinsamen Pfarrer.

## Geschichte
Für die Bewohner von Seis war die Maria-Hilf-Kirche über viele Jahre die alte Pfarrkirche. Als die Anzahl der Gläubigen ständig zunahm, wurde im Jahr 1937 mit dem Bau der neuen größeren Pfarrkirche am Dorfplatz nach Plänen des Architekten Marius Amonn begonnen. Die Kriegswirren verhinderten den raschen Aufbau. Im Jahr 1950 erfolgte die Weihe der neuen Kirche.

## Das Kircheninnere

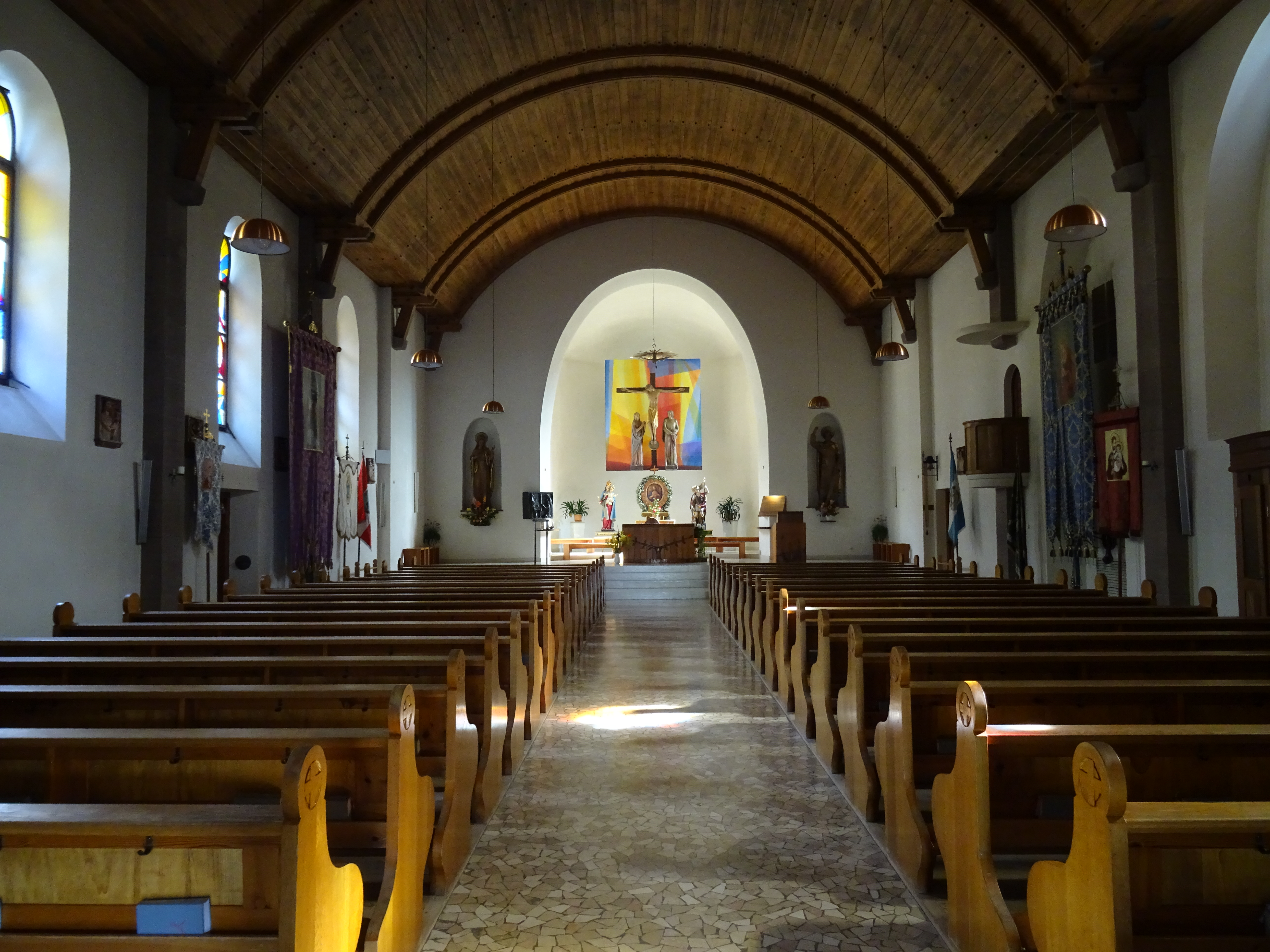
Innenraum

Die Kirche ist eine Saalkirche mit einem überdachten Vorraum im Norden, einer Apsis im südlichen Teil und einem seitlich versetzten Glockenturm im Südwesten. Sie hat ein von hölzernen Gurten getragenes Gewölbe und erinnert an ein kielobenes Schiff. Der Triumphbogen verbindet das Kirchenschiff mit dem Chorraum. Dort befindet sich an der Wand ein großes Kreuz aus Holz mit dem gekreuzigten Heiland Jesus Christus und seiner Mutter Maria links von ihm und dem Apostel Johannes rechts von ihm. Links vom Chorraum steht in einer Nische eine Holzskulptur der Maria Unbefleckte Empfängnis, rechts der heilige Josef.
Der Altar ist aus Holz gefertigt und hat als Halbplastik einen Baum mit zwei ausgebreiteten Ästen. Der Ambo ist ebenfalls aus Holz gefertigt: Die dargestellten Ähren deuten darauf hin, dass das Wort Gottes Frucht bringen soll. Der Tabernakel besteht aus Bronze. Auf den Türen sind Jesus und die Emmausjünger nachgebildet. Die Kanzel auf halber Höhe im rechten Kirchenschiff ist noch ein Relikt aus den Anfängen der Kirche vor dem Zweiten Vatikanischen Konzil und wird dank der Übertragungsanlagen nicht mehr benutzt.
Das Taufbecken aus Kupfer befindet sich hinten links in einer Nische. Gegenüber ist in einer Nische eine Darstellung der Schmerzhaften Mutter aus dem 17. Jahrhundert zu sehen. Maria hält ihren toten Sohn auf dem Schoß.
Der Chorraum hat zwei rundbogige größere Doppelfenster: Jesus am Kreuz auf der linken Seite, Mariahilf auf der rechten Seite. Die vier großen rundbogigen Fenster im Kirchenschiff links (Ostseite) stammen aus dem Jahr 1995. Sie stellen die Bergpredigt, die Taufe, die Eucharistie und die Ehe dar. Die vier kleinen Rundfenster auf der Westseite (rechts) und im Chorraum stellen die Buße, die Firmung, die Priesterweihe und die Krankensalbung dar.
Die zweimanualige Orgel auf der Empore über dem Eingangsbereich hat 18 Register und wurde 1993 geweiht. Erbaut hat sie die Firma Johann Pirchner aus Steinach am Brenner.

## Glocken
Die fünf Glocken des Kirchturmes wurden am 18. November 1962 vom Weihbischof Heinrich Forer des Bistums Trient geweiht. Die Glocken haben die Töne es', f', ges', b', c''. Sie wurden in der Glockengießerei Grassmayr in Innsbruck gegossen.

## Friedhof
Der Friedhof am südlichen Teil der Kirche wurde 1993 angelegt. Er hat eine kleine Kapelle und ist von einer Mauer umgeben, die den Begräbnisplatz zum Tal hin absichert.